# Heinrich von Bellegarde

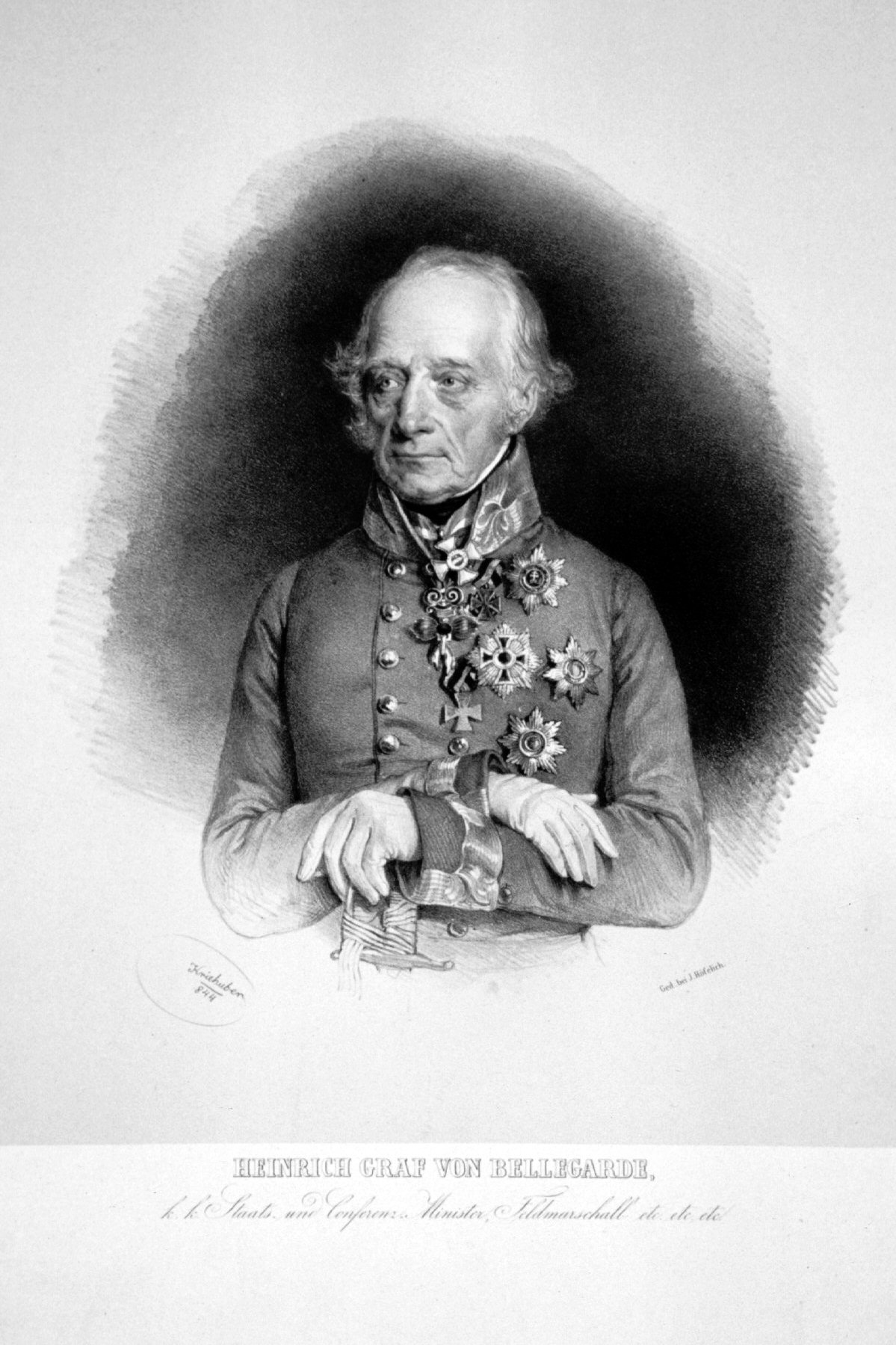
Heinrich Graf Bellegarde, Lithographie von Josef Kriehuber, 1844

Heinrich Joseph Johann Graf von Bellegarde (* 29. August 1756 in Dresden; † 22. Juli 1845 in Wien) war ein österreichischer Feldmarschall und Staatsmann aus dem Haus Bellegarde.

## Leben

### Herkunft
Seine Eltern waren der aus Savoyen stammende sächsische General Johann Franz von Bellegarde (seit 1741 Graf) und dessen Frau Reichsgräfin Maria Antonia von Hartig. Der Vater Johann Franz war kursächsischer Kriegsminister und Obersthofmeister der Prinzen Xaver und Karl von Sachsen.

### Frühe Militärkarriere
Bellegarde trat zuerst in sächsische, dann seit 1771 in österreichische Staatsdienste, kämpfte im Türkenkrieg von 1788 mit Auszeichnung, wurde 1792 Generalmajor und kämpfte 1793–1794 in den Niederlanden, als Generalstabschef Wurmsers am Oberrhein. Er nahm als Kommandeur am Gefecht bei Avesnes-le-Sec (12. September 1793) teil.
Als Erzherzog Karl im Februar 1796 das Kommando der Armee in Deutschland übernahm, wurde Bellegarde Mitglied seines Kriegsrats und bald darauf Feldmarschallleutnant. Im April 1797 schloss er gemeinschaftlich mit Merveldt den Waffenstillstand von Judenburg und dann später den Vorfrieden von Leoben (18. April 1797) ab.
Im Feldzug von 1799 befehligte er ein selbständig operierendes Korps von 25.000 Mann, das die Verbindung zwischen den Russen unter Suworow und der österreichischen Hauptarmee unter Erzherzog Karl zu halten hatte. Er siegte am 20. März über den General Lecourbe bei Finstermünz, wurde aber, mit der Blockade von Tortona beauftragt, am 20. Juni bei Giuliano von Moreau geschlagen und gezwungen, über die Bormida zurückzugehen.
Nachdem er darauf an der Schlacht bei Novi (15. August 1799) teilgenommen hatte, befehligte er 1800 unter Melas den linken Flügel des österreichischen Heers und kämpfte gegen Masséna bei Santa Giustina, wurde aber am Var von Suchet zurückgeschlagen. Nach der Schlacht bei Marengo (14. Juni 1800) und dem Vertrag von Alessandria statt Melas’ mit dem Oberbefehl betraut, eröffnete er die Feindseligkeiten mit dem hartnäckigen Treffen bei Pozzolo (25. Dezember 1800) gegen Dupont, wurde aber geschlagen und musste hinter die Etsch zurückgehen. 1801 wurde er Chef des Infanterieregiments No. 44.

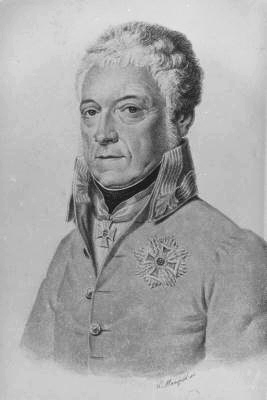
Heinrich Graf Bellegarde, Radierung von Heinrich Joseph Mansfeld, vor 1866

### Hofkriegsrat und Generalgouverneur
In den Hofkriegsrat berufen, führte er seit 1805 dessen Präsidium. Im Feldzug von 1805 nach Italien berufen, befehligte er unter dem Oberbefehl von Erzherzog Karl in der Schlacht bei Caldiero (29./31. Oktober 1805) den rechten Flügel der Österreicher. Bald darauf wurde er Generalgouverneur der venezianischen Provinzen, 1806 Feldmarschall, Generalgouverneur beider Galizien und Gouverneur des Kronprinzen.
Im März 1809 befehligte Bellegarde auf dem linken Donauufer zusammen mit dem Fürsten von Hohenzollern das I. und II. Armeekorps. Er vertrieb die Truppen des Marschall Davout aus Regensburg, ging dann über die Donau zurück und vereinigte sich mit der Hauptarmee unter Erzherzog Karl. In den Schlachten bei Aspern (21./22. Mai 1809) und bei Wagram (5./6. Juli 1809), sowie in der Schlacht bei Znaim (10./11. Juli 1809) führte er erfolgreich das I. Armeekorps.
Nach dem Frieden von Schönbrunn (14. Oktober 1809) wurde ihm abermals das Gouvernement von Galizien anvertraut; 1813, beim Ausbruch der Feindseligkeiten zwischen Österreich und Frankreich war Bellegarde abermals Präsident des Hofkriegsrats.

### Oberbefehlshaber in Italien

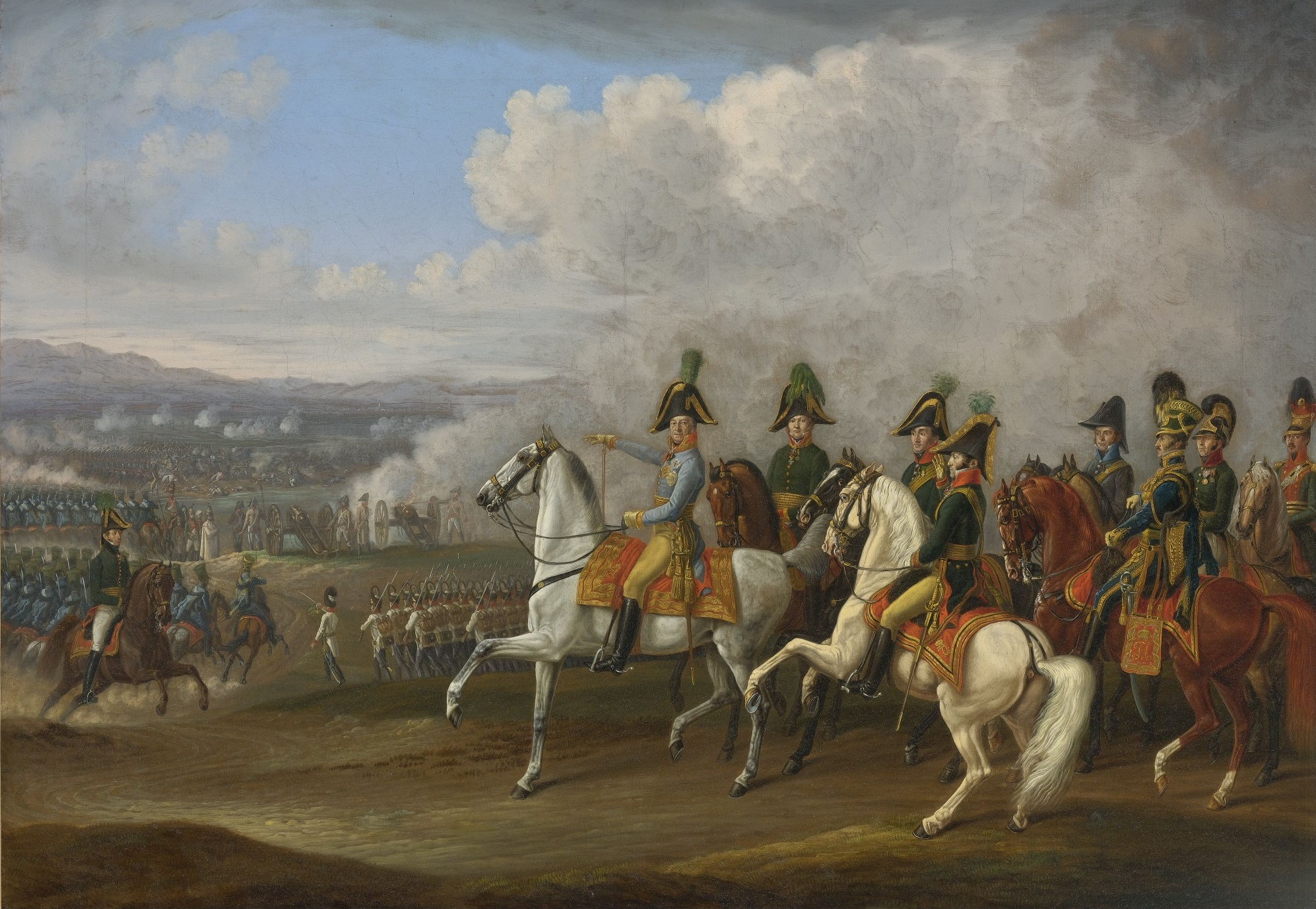
Feldmarschall Bellegarde und seine Offiziere vor einer Schlacht, Gemälde von Albrecht Adam (1815)

Am 15. Dezember 1813 übernahm Bellegarde in Vicenza den Oberbefehl der österreichischen Armee in Italien. Während General Graf Nugent die Operationen über Ferrara auf Ravenna und Forlì vorantrieb, zeigte Bellegarde sein diplomatisches Geschick. Sein Gesandter General Graf von Neipperg ging Mitte Jänner 1814 nach Neapel und erreichte den Abfall des Königreichs unter Murat von der Sache Napoleons. Am 11. Februar ließ Murat die von den Franzosen besetzte Zitadelle von Ancona beschießen und stand damit de facto mit dem französischen Vizekönig von Italien, Eugen von Beauharnais im Krieg. Die gegnerischen Truppen führten am 8. Februar 1814 in der Schlacht am Mincio und im März am Taro größere Angriffe. Nach Erhalt der Thronentsagung Napoleons unterzeichnete der Vizekönig Eugen am 23. April mit dem österreichischen General Graf Ficquelmont eine Konvention, infolge er Mailand übergab und den Oberbefehl über die italienischen Truppen an Bellegarde abtrat. 1815 befehligte Feldmarschalleutnant Nugent den rechten Flügel Bellegardes, besetzte Rom und besiegte den wieder abgefallenen König Murat bei Ceprano und San Germano. Nach Beendigung des Krieges wurde Bellegarde am 5. April 1815 erster Generalgouverneur des neu gegründeten Königreich Lombardo-Venetien, bis im Sommer 1816 sein Nachfolger Anton Viktor von Österreich als Vizekönig eintraf.

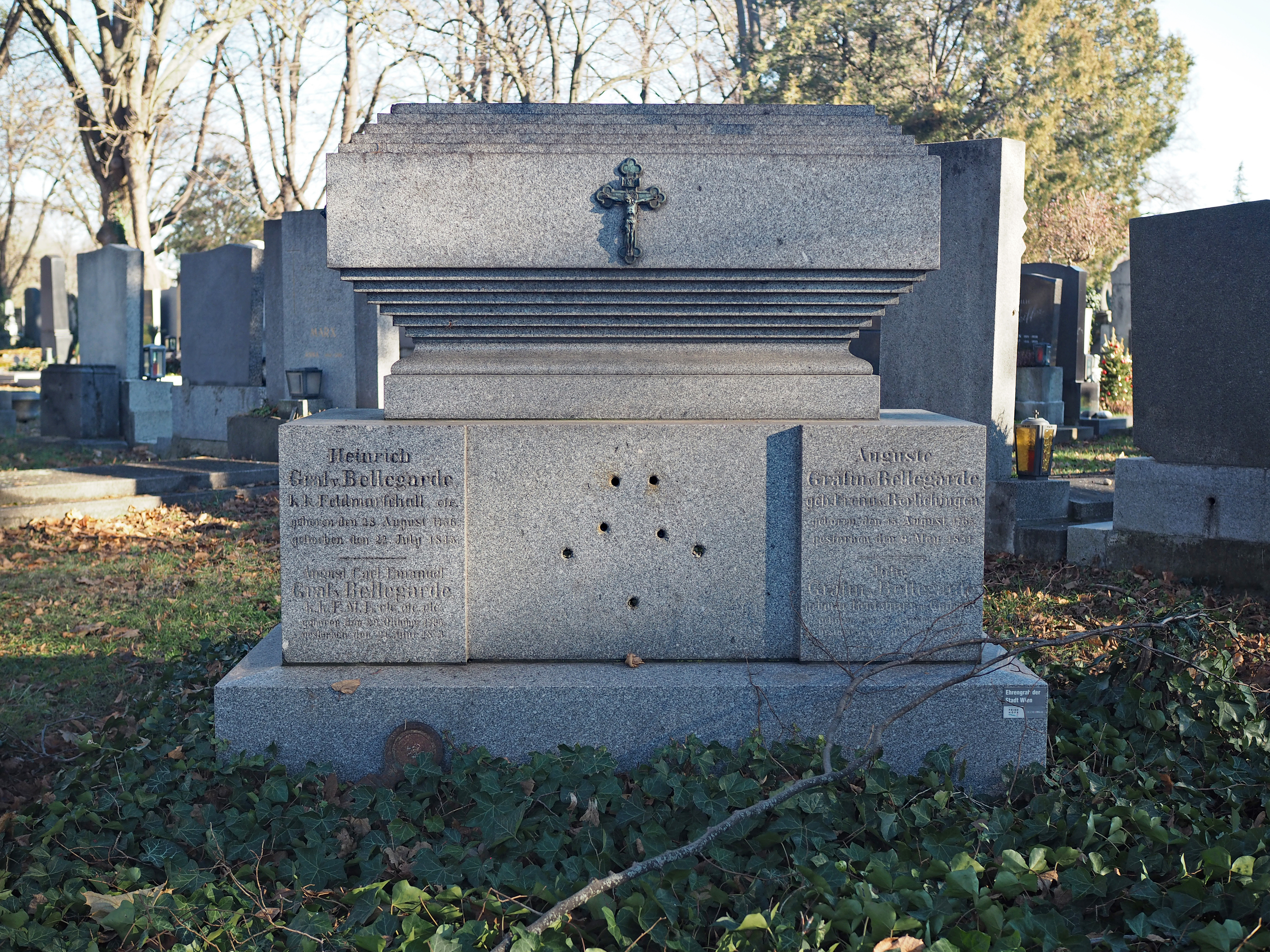
Grab von Heinrich von Bellegarde auf dem Wiener Zentralfriedhof

Im Herbst 1816 verbrachte Bellegarde als Privatmann einige Zeit in Paris und kehrte dann nach Wien zurück. Kaiser Franz I. ernannte ihn 1818 zum Obersthofmeister des Kronprinzen Ferdinand. Am 24. Juli 1820 wurde Bellegarde noch einmal als Präsident des Hofkriegsrates berufen, er folgte gleichzeitig den Fürst zu Schwarzenberg als Konferenzminister nach. Seine Aufgabe bestand angesichts neuer Schwierigkeiten in Italien darin, die nötigen Rüstungen zu leiten. Schließlich nötigte ihn 1825 eine Augenschwäche seine Entlassung einzureichen.
Die ehrenhalber gewidmete Grabstätte von Heinrich von Bellegarde befindet sich auf dem Wiener Zentralfriedhof (Tor 2, Gruppe 47F, Reihe 4, Nr. 2).

## Familie
Er heiratete 1791 in Wien Auguste von Berlichingen (1765–1831). Sie war die Witwe von Friedrich August von Berlichingen († 1789) und Tochter des österreichischen Feldmarschalleutnant Johann Friedrich Alexander von Berlichingen und der Gräfin Anna Katharina Forgách zu Ghymes. Das Paar hatte zwei Söhne, die ebenfalls österreichische Generäle wurden:
- August Karl Emanuel (* 29. Oktober 1795; † 21. Juni 1873) ⚭ 1821 Julie von Gudenus (* 28. Oktober 1795; † 11. Februar 1865), Eltern von Pauline von Bellegarde
- Heinrich (* 2. Dezember 1798; † 17. Juni 1871) ⚭ 1830 Pauline von Wolkenstein-Trostburg (* 6. Mai 1805; † 11. Dezember 1864)

## Auszeichnungen
- 1805 Komtur des Maria-Theresia-Ordens
- 1808 Österreichisch-kaiserlicher Leopold-Orden
- 1815 Orden der Eisernen Krone I. Klasse
- 1817 Orden vom Goldenen Vlies
- 1832 Großkreuz des Königlich-Ungarischen Sankt Stephans-Orden
- 1874 wurde die Bellegardegasse in Wien-Donaustadt (22. Bezirk) ihm zu Ehren benannt